# Električna otpornost i provodnost
Električna otpornost (oznaka ρ), zastarjeli naziv specifični električni otpor, je fizička veličina koja opisuje svojstvo materije da se opire proticanju električne struje. Električna otpornost je recipročna električnoj provodnosti. Može se odrediti merenjem električnoga otpora R, dužine električnog provodnika u smeru električne struje  i površine njegovog poprečnog preseka , to jest:
{\displaystyle \rho ={\frac {R\cdot S}{l}}}
Merna jedinica električne otpornosti je om metar (Ωm).
Najmanju električnu otpornost imaju superprovodnici, potom električni provodnici, poluprovodnici i elektroliti, a najveću električni izolatori. Osim od vrste materije otpornost zavisi i od primesa u materiji, temperaturi, strukturi materije, tako na primer otpornost vode u tečnom stanju jako zavisi od koncentracije rastvorenih soli (ukupne rastvorene materije).

## Električna provodnost
Električna provodnost (oznaka σ), zastareli naziv specifična električna provodljivost, je fizička veličina koja opisuje svojstvo materije da provodi električnu struju. Električna provodnost je recipročna električnoj otpornosti. Može se odrediti merenjem električne provodljivosti G, dužine električnog provodnika u smeru električne struje  i površine njegovog poprečnog preseka , to jest:
{\displaystyle \sigma ={\frac {G\cdot l}{S}}}
Merna jedinica električne provodnosti je simens po metru (S/m).
Najveću električnu provodnost imaju superprovodnici, potom električni provodnici, poluprovodnici i elektroliti, a najmanju električni izolatori. Osim od vrste materije, provodnost zavisi i od primesa u materiji, temperaturi, strukturi materije, na primer provodnost vode u tečnom stanju jako zavisi od koncentracije rastvorenih soli (ukupne rastvorene materije). 

### Električna otpornost i provodnost nekih materije
Lista ispod pokazuje električnu otpornost, električnu provodnost i temperaturni koeficijent električnog otpora za različite materijale na 20  °C (293 K):
| Materijal                           | kod 20 °C                     | kod 20 °C                     | Temperaturni koeficijent električnog otpora (K−1) | Izvori       |
| ----------------------------------- | ----------------------------- | ----------------------------- | ------------------------------------------------- | ------------ |
| Grafen                              | 1,00 x 10-8                   | 1,00 x 108                    | −0,000 2                                          | [ 6 ]        |
| Srebro                              | 1,59 x 10-8                   | 6,3 x 107                     | 0,003 8                                           | [ 7 ] [ 8 ]  |
| Bakar                               | 1,68 x 10-8                   | 5,96 x 107                    | 0,003 862                                         | [ 9 ]        |
| Žareni bakar                        | 1,72 x 10-8                   | 5,8 x 107                     | 0,003 93                                          | [ 10 ]       |
| Zlato                               | 2,44 x 10-8                   | 4,11 x 107                    | 0,003 4                                           | [ 7 ]        |
| Aluminijum                          | 2,82 x 10-8                   | 3,5 x 107                     | 0,003 9                                           | [ 7 ]        |
| Kalcijum                            | 3,36 x 10-8                   | 2,98 x 107                    | 0,004 1                                           |              |
| Volfram                             | 5,60 x 10-8                   | 1,79 x 107                    | 0,004 5                                           | [ 7 ]        |
| Cink                                | 5,90 x 10-8                   | 1,69 x 107                    | 0,003 7                                           | [ 11 ]       |
| Nikal                               | 6,99 x 10-8                   | 1,43 x 107                    | 0,006                                             |              |
| Litijum                             | 9,28 x 10-8                   | 1,08 x 107                    | 0,006                                             |              |
| Željezo                             | 9,71 x 10-8                   | 1,00 x 107                    | 0,005                                             | [ 7 ]        |
| Platina                             | 1,06 x 10-7                   | 9,43 x 106                    | 0,003 92                                          | [ 7 ]        |
| Kalaj                               | 1,09 x 10-7                   | 9,17 x 106                    | 0,004 5                                           |              |
| Ugljenični čelik (1010)             | 1,43 x 10-7                   | 6,99 x 106                    |                                                   | [ 12 ]       |
| Olovo                               | 2,20 x 10-7                   | 4,55 x 106                    | 0,003 9                                           | [ 7 ]        |
| Titanijum                           | 4,20 x 10-7                   | 2,38 x 106                    | 0,003 8                                           |              |
| Električni čelik sa usmerenim zrnom | 4,60 x 10-7                   | 2,17 x 106                    |                                                   | [ 13 ]       |
| Manganin                            | 4,82 x 10-7                   | 2,07 x 106                    | 0,000 002                                         | [ 14 ]       |
| Konstantan                          | 4,90 x 10-7                   | 2,04 x 106                    | 0,000 008                                         | [ 15 ]       |
| Nerđajući čelik (18/8 CrNi)             | 6,90 x 10-7                   | 1,45 x 106                    | 0,000 94                                          | [ 16 ]       |
| Živa                                | 9,80 x 10-7                   | 1,02 x 106                    | 0,000 9                                           | [ 14 ]       |
| Hromnikal                           | 1,10 x 10-6                   | 6,7 x 105                     | 0,000 4                                           | [ 7 ]        |
|                                     | od 1,00 x 10-3 do 1,00 x 108  | od 1,00 x 10-8 do 103         |                                                   | [ 17 ]       |
| Ugljenik (amorfni)                  | od 5,00 x 10-4 do 8,00 x 10-4 | od 1,25 x 103 do 2 x 103      | −0.0005                                           | [ 7 ] [ 18 ] |
| Ugljenik (grafit)                   | od 2.50 x 10-6 do 5.00x 10-6  | od 2,00 x 105 do 3,00 x 103   |                                                   | [ 19 ]       |
| Germanijum                          | 0,46                          | 2,17                          | − 0,048                                           | [ 7 ] [ 8 ]  |
| Morska voda                         | 0,20                          | 4,80                          |                                                   | [ 20 ]       |
| Bazenska voda                       | od 0,333 do 0,40              | od 0,25 do 0,30               |                                                   | [ 21 ]       |
| Pitka voda                          | od 20 do 2 000                | od 5,00 x 10-4 do 5,00 x 10-2 |                                                   |              |
| Silicijum                           | 6.40 x 102                    | 1,56 x 10-3                   | -0,075                                            | [ 7 ]        |
| Drvo                                | od 1.00 x 103 do 1,00 x 104   | od 10-4 do 10-3               |                                                   | [ 22 ]       |
| Destilovana voda                    | 1,80 x 105                    | 5,50 x 10-6                   |                                                   | [ 23 ]       |
| Staklo                              | od 1,00 x 1011 do 1,00 x 1015 | od 10-15 do 10-11             |                                                   | [ 7 ] [ 8 ]  |
| Tvrda guma                          | 1,00 x 1013                   | 10-14                         |                                                   | [ 7 ]        |
| Suho drvo                           | od 1,00 x 1014 do 1,00 x 1016 | od 10-16 do 10-14             |                                                   | [ 22 ]       |
| Sumpor                              | 1,00 x 1015                   | 10-16                         |                                                   | [ 7 ]        |
| Vazduh                              | od 1,30 x 1014 do 3,30 x 1014 | od 3 x 10-15 do 8 x 10-15     |                                                   | [ 24 ]       |
| Dijamant                            | 1,00 x 1012                   | 10-13                         |                                                   | [ 25 ]       |
| Kremeno staklo                      | 7,50 x 1017                   | 1,30 x 10-18                  |                                                   | [ 7 ]        |
| PET                                 | 1,00 x 1021                   | 10-21                         |                                                   |              |
| Teflon                              | od 1,00 x 1023 do 1,00 x 1025 | od 10-25 do 10-23             |                                                   |              |

## Gustina otpornosti
U nekim vidovima primene gde je težina predmeta veoma važna, gustina otpornosti proizvoda je važnija od apsolutno niske otpornosti – često postoji mogućnost da se napravi deblji provodnik da bi se kompenzovalo za veću otpornost; i stoga je niska gustina otpornosti materijala proizvoda poželjna. Na primer, kod nadzemnih električnih vodova na velika rastojanja, aluminijum se često koristi umesto bakra (Cu) jer jer je lakši a ima približno istu provodnost.
Srebro, mada ima najmanju otpornost od svih metala, ima visoku gustinu i stoga se ponaša slično sa bakrom, ali je daleko skuplje. Kalcijum i alkalni metali imaju podesne vrednosti gustine otpornost ali se retko koriste kao provodnici usled njihove velike reaktivnosti sa vodom i kiseonikom (i odsustva fizičke jačine). Aluminijum je daleko stablniji. Berilijum se ne koristi zbog toksičnosti. (Čist berilijum je isto tako veoma krt.) Stoga je aluminijum obično najpodesniji metal kad su težina i cena provodnika kriterijumi.
| Material   | Otpornost () | Gustina (3) | Otpornost × gustina produkta | Otpornost × gustina produkta | Relativna zapremina neophodna da proizvede istu provodnost kao | Relativna težina (masa) neophodan da proizvede istu provodnost kao | Približna cena (USD po ) (12/9/2018) | Relativna cena u odnosu na |
| Material   | Otpornost () | Gustina (3) | (−1)                         | Relativna na                 | Relativna zapremina neophodna da proizvede istu provodnost kao | Relativna težina (masa) neophodan da proizvede istu provodnost kao | Približna cena (USD po ) (12/9/2018) | Relativna cena u odnosu na |
| ---------- | ------------ | ----------- | ---------------------------- | ---------------------------- | -------------------------------------------------------------- | ------------------------------------------------------------------ | ------------------------------------ | -------------------------- |
| Natrijum   | 47,7         | 0,97        | 46                           | 31%                          | 2,843                                                          | 0,31                                                               |                                      |                            |
| Litijum    | 92,8         | 0,53        | 49                           | 33%                          | 5,531                                                          | 0,33                                                               |                                      |                            |
| Kalcijum   | 33,6         | 1,55        | 52                           | 35%                          | 2,002                                                          | 0,35                                                               |                                      |                            |
| Kalijum    | 72,0         | 0,89        | 64                           | 43%                          | 4,291                                                          | 0,43                                                               |                                      |                            |
| Berilijum  | 35,6         | 1,85        | 66                           | 44%                          | 2,122                                                          | 0,44                                                               |                                      |                            |
| Aluminijum | 26,50        | 2,70        | 72                           | 48%                          | 1,5792                                                         | 0,48                                                               | 2,0                                  | 0,16                       |
| Magnezijum | 43,90        | 1,74        | 76                           | 51%                          | 2,616                                                          | 0,51                                                               |                                      |                            |
| Bakar      | 16,78        | 8,96        | 150                          | 100%                         | 1                                                              | 1                                                                  | 6,0                                  | 1                          |
| Srebro     | 15,87        | 10,49       | 166                          | 111%                         | 0,946                                                          | 1,11                                                               | 456                                  | 84                         |
| Zlato      | 22,14        | 19,30       | 427                          | 285%                         | 1,319                                                          | 2,85                                                               | 39,000                               | 19,000                     |
| Gvožđe     | 96,1         | 7,874       | 757                          | 505%                         | 5,727                                                          | 5,05                                                               |                                      |                            |

## Literatura
- Kumar, Narinder (2003). Comprehensive Physics XII. Laxmi Publications. стр. 282. ISBN 978-81-7008-592-8.

- Lowrie (20. 9. 2007). Fundamentals of Geophysics. Cambridge University Press. стр. 254—. ISBN 978-1-139-46595-3.
- Paul Tipler (2004). Physics for Scientists and Engineers: Electricity, Magnetism, Light, and Elementary Modern Physics (5th изд.). W. H. Freeman. ISBN 978-0-7167-0810-0.
- Measuring Electrical Resistivity and Conductivity

## Spoljašnje veze
- „Electrical Conductivity”. Sixty Symbols. Brady Haran for the University of Nottingham. 2010.
- -{Comparison of the electrical conductivity of various elements in WolframAlpha

}-